# Bania (łaźnia)

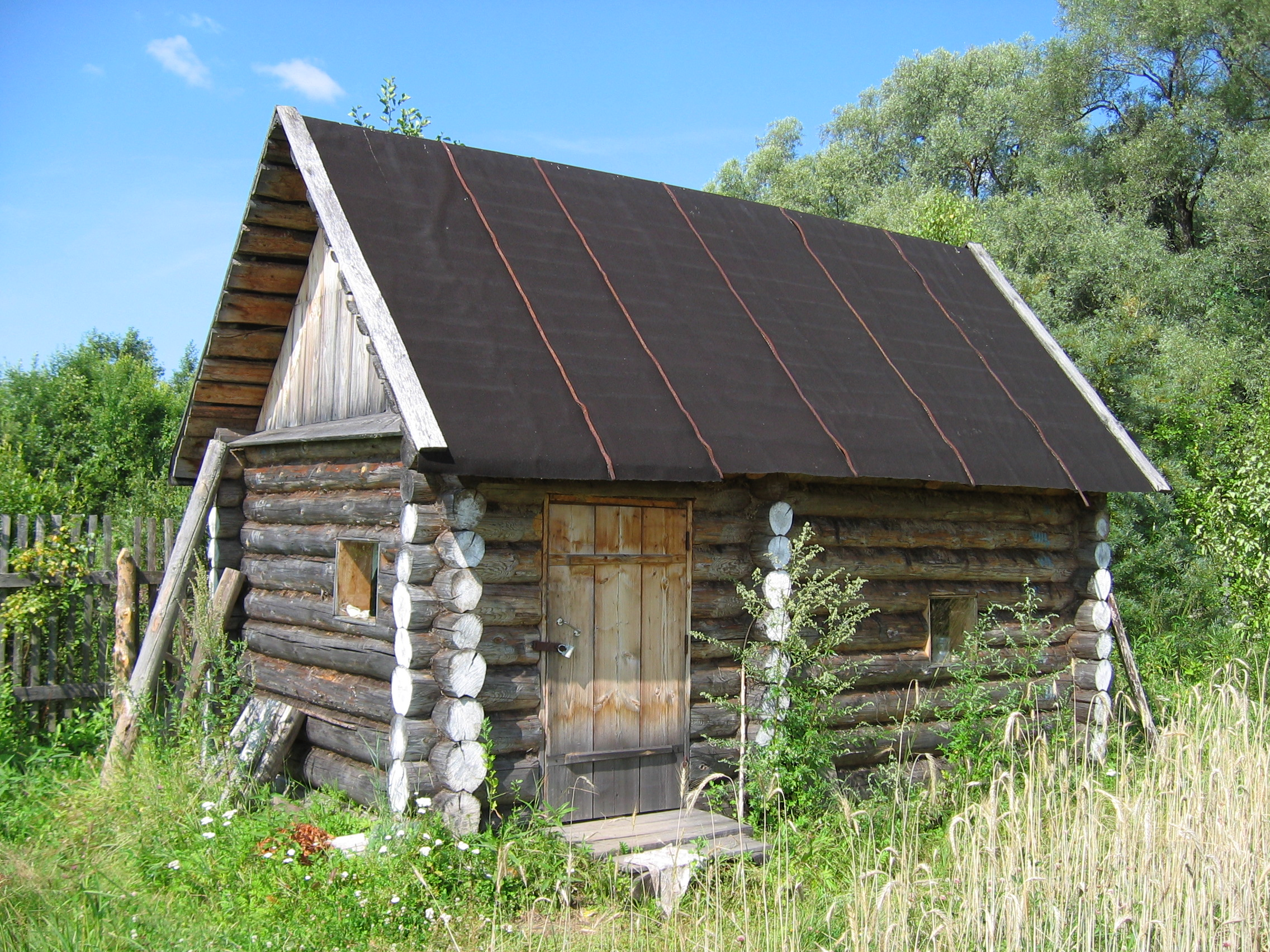
Rosyjska bania

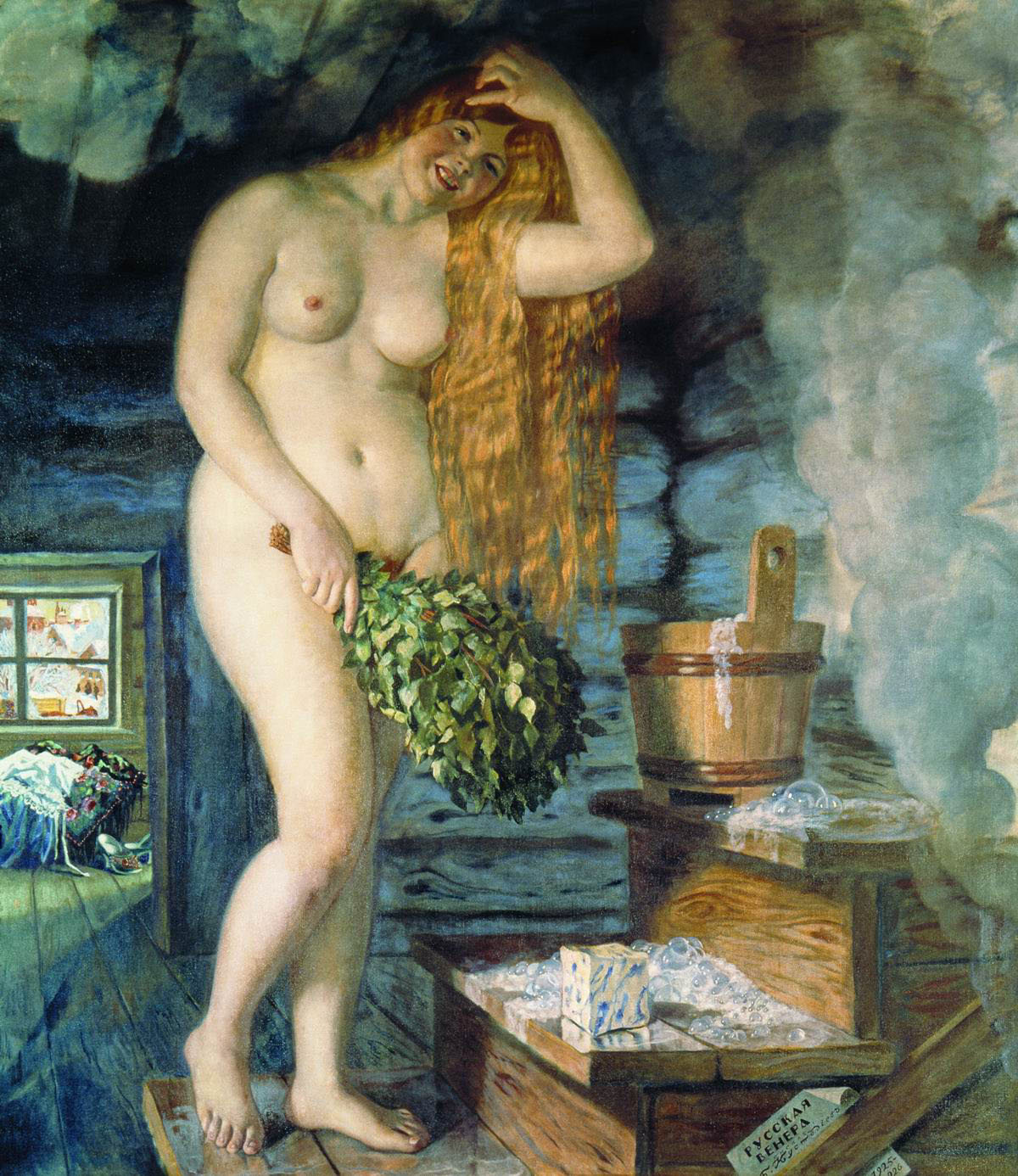
Borys Kustodijew: Rosyjska Wenus

Bania – rosyjska odmiana sauny. Poza funkcją higieniczną jest ona także miejscem zbiorowych kąpieli będących formą wspólnego spędzania czasu. W dawnej obyczajowości chłopskiej koedukacyjne kąpiele w bani dawały okazję do bliższego poznania się przyszłych małżonków. Bania jest też motywem wierzeń ludowych, jako miejsce, w którym mogło dochodzić do kontaktu człowieka z duchem opiekuńczym Domownikiem. Często bania ulokowana jest nad rzeką lub jeziorem, co ułatwia kąpiele w zimnej wodzie po wyjściu z niej.
Najczęściej mieści się w drewnianym domku, gdzie znajduje się piec opalany drewnem. Nagrzewa się na nim kamienie.
Do bani przychodzi się podczas rozpalania ognia w piecu. Czekając na kąpiel, pije się gorące ziołowe herbaty z miodem lub innymi dodatkami. Gdy kamienie rozgrzeją się, zostają polane wodą. Następnie ciało chłoszcze się witkami (najczęściej brzozowymi, pokrzywowymi lub jałowcowymi). Po wyjściu ciało powinno zostać schłodzone zimną wodą.
Bania jest popularna wśród ludności mieszkającej na Syberii.
W Polsce tradycyjne banie można spotkać na Suwalszczyźnie. Rozpowszechniły się tam prawdopodobnie pod wpływem rosyjskich staroobrzędowców, osiedlających się na Suwalszczyźnie od XVIII w.

## Historia
- ślady archeologiczne wskazują, że łaźnie parowe były budowane w Europie Środkowej przez Słowian już w VIII–X w.[2][3]
- w XV wieku na Uniwersytecie Jagiellońskim kąpiel była jednym ze zwyczajów po egzaminacyjnych: „kandydaci prowadzili egzaminatorów po egzaminach do kąpieli, a potem na wieczerzę; tak uzyskiwało się bakalarjat”[4]